# バナム郡
座標: 北緯42度59分 西経97度53分 / 北緯42.99度 西経97.88度
バナム郡（英: Bon Homme County、発音からするとBAHN'-uhmに近い）は、アメリカ合衆国のサウスダコタ州にある郡。2000年時点の人口は7,260人で、郡庁所在地はティンダル (Tyndall)。

## 地理
アメリカ合衆国国勢調査局によると、この郡は総面積1,506 km2 (581 mi2) である。このうち1,459 km2 (563 mi2)が陸地で、47 km2 (18 mi2) が川や湖などの水地域である。総面積のうちの3.09%が水地域となっている。

### 郡区
この郡は北東、北西、南東、南西の四つの非自治的領域から成る。

### 幹線道路
- 州道25号線
- 州道37号線
- 州道46号線
- 州道50号線
- 州道52号線

### 隣接する郡
- ハッチンソン郡（北）
- ヤンクトン郡（東）
- ノックス郡 (ネブラスカ州)（南）
- チャールズミックス郡（西）

### 国立保護区
- ミズーリ国立レクリエーショナル河川（部分管轄）

## 人口動静

2000年国勢調査時の郡の人口ピラミッド

2000年の国勢調査によると、バナム郡には7,260人、2,635世帯、及び1,786家族が暮らしている。人口密度は5/km2 (13/mi2) で、2/km2 (5/mi2) の平均的な密度に3,007軒の住居が建っている。この郡の人種の構成は白人95.51%、黒人（アフリカ系アメリカ人）0.62%、先住民2.99%、アジア系0.08%、その他の人種0.18%、および混血0.62%で、0.58%の人々がヒスパニックまたはラテン系である。郡の住民の41.3%がドイツ系、19.8%がチェコ系、9.9%がオランダ系移民の子孫である。
バナム郡に住む2,635世帯のうち、28.70%は18歳未満の子どもと暮らしており、59.80%は夫婦で生活している。5.10%は未婚の女性が世帯主であり、32.20%は家族以外の住人と同居している。29.50%は独居で、全世帯の16.50%は65歳以上の独居老人世帯である。1世帯あたりの平均人数は2.38人であり、家庭の場合は2.95人である。
郡の住民は23.10%が18歳未満の子どもで、18歳以上24歳以下が7.60%、25歳以上44歳以下が26.80%、45歳以上64歳以下が21.70%、および65歳以上が20.80%となっている。平均年齢は40歳である。女性100人に対して男性は123.00人いて、18歳以上の女性100人に対しては男性は126.40人いる。
郡の世帯ごとの平均収入は30,644米ドルで、家族ごとでは36,924米ドルである。男性の24,303米ドルに対して女性は20,307米ドルの平均的な収入がある。この郡の一人当たりの収入 (per capita income) は13,892米ドルである。総人口の12.90%、家族の9.40%は貧困線以下である。18歳未満の子どもの16.20%及び65歳以上の13.80%は貧困線以下の生活を送っている。

## 都市および町
- エイヴォン (en:Avon, South Dakota)
- キングズバーグ (Kingsburg)
- パーキンズ (Perkins)
- ランニングウォーター (Running Water)
- スコットランド (en:Scotland, South Dakota)
- スプリングフィールド (en:Springfield, South Dakota)
- テイバー (en:Tabor, South Dakota)
- ティンダル (en:Tyndall, South Dakota)